# Керъл (окръг, Арканзас)
Окръг Керъл (на английски: Carroll County) е окръг в щата Арканзас, Съединени американски щати. Площта му е 1655 km², а населението – 27 446 души (2010). Административни центрове са градовете Беривил и Юрика Спрингс.